# 朝鮮民主主義人民共和国のアニメーション
朝鮮民主主義人民共和国のアニメーション（ちょうせんみんしゅしゅぎじんみんきょうわこくのアニメーション）の文化は1950年代に始まり、それ以来成長産業となっている。特に朝鮮4.26漫画映画撮影所は、北朝鮮における代表的なテレビアニメ制作会社である。朝鮮4.26漫画映画撮影所ではオリジナル作品を制作している他、イタリア、スペイン、フランス、中国、ロシア、日本、米国のアニメーション制作の下請け業務を担ってきた。

## 分類
北朝鮮においては、映画は芸術映画、記録映画、科学映画、児童映画の4種類に大別される。
このうち児童映画は「子供たちの生活を反映し、彼らの教養を目的として作った映画」と定義される。児童映画は、児童を対象とする児童芸術映画も一部存在するものの、大半の作品がアニメーション作品であるという点で特筆される。北朝鮮の文学芸術は基本的にリアリズムを唯一の創作方法とするが、児童映画の場合には児童の目線に合わせて擬人化されたキャラクターも多く登場し、漫画的技法も活用される。児童映画においては、子供・青少年たちの生活（어린이들과 청소년들의 생활）と幻想の中で繰り広げられる生活（환상속에서 펼쳐지는 생활）を、擬人化された形で、内容を子供たちが分かりやすく面白いよう、簡潔かつ明白にまとめることが重視される。児童映画では、生身の人間には表現できない童話的なもの、幻想的なものなどを無理なく見せるために、絵や人形、紙人形（지형）のような、特殊な形象手段と擬人化の手法を利用するのだとされる。
北朝鮮で2008年に刊行された『光明百科事典（ko:광명백과사전）』第6巻では、児童映画の下位分類として、以下の3つが挙げられている。
- 絵映画（그림영화）

絵画的手法（회화적수법）またはコンピューター画像処理で描かれた絵を撮影して作る映画。1秒間に24枚を撮影する（フルアニメーション）。後述する人形映画や紙型映画と比べ、幻想的手法・誇張の手法などといった形象手法を、より自由自在に利用できるとされる。現在ではデジタル技術の導入により、多くの工程がコンピュータで行われるようになっており、2D、3D双方の絵映画が制作されている。
- 人形映画（인형영화）

造形的（조형적）に作った人形を通して内容を見せる映画。人形でできた人物・動物が登場する。人形を作る美術家とそれを扱う操縦士とがいる。人形を1動作ずつ動かすのを短間撮影法（단간촬영법）で1シーンずつ撮影し、フィルムを編集、録音作業を経て完成する。人形映画も絵映画と同様、擬人化の手法、幻想的手法、誇張の手法、含蓄法など多様な手法で子供たちの心理に合う童話的な内容を盛り込んで作られる。しかし人形映画は多くの場合、絵映画のように人物の多様な心理状態（特に繊細な感情）を生き生きと描くことはできないとされる。人形によって形象が行われるため、人形制作の方法が基本的な問題になるとされる。
- 紙型映画（지형영화）

紙に描いて作られた人形を通して内容を見せる映画。紙人形で作るという特性上、人物の表情を多様に見せることは難しいとされる。人形映画のように人物を前後に動かすことができず、動作と律動に立体性を帯びさせることができないが、人物の特徴と心理状態を含蓄性を含ませて生き生きと描写することができるとされる。

## 歴史
金日成は朝鮮戦争の直後から、児童に対する教養・思想教育を強化すべく、児童向け映画の製作を奨励した。1956年には朝鮮国立映画撮影所内に漫画映画研究院が設置された。
翌年の1957年には、朝鮮国立映画撮影所が朝鮮芸術映画撮影所と朝鮮記録映画撮影所に分離され、このうち朝鮮芸術映画撮影所のほうに漫画人形映画研究院が移管・組織された。これが現在の朝鮮4.26漫画映画撮影所の源流とされており、北朝鮮は同研究院ができた1957年9月7日を朝鮮4.26漫画映画撮影所の創立日としている。
1959年には、北朝鮮初のアニメーション作品『われらの園』(우리 동산)が制作された。
1965年、研究院は朝鮮芸術映画撮影所から独立し、朝鮮児童映画撮影所となった。
1971年、朝鮮記録映画撮影所から、朝鮮科学教育映画撮影所が分離独立し、朝鮮児童映画撮影所はこれに吸収された。朝鮮4.26漫画映画撮影所の海外での呼称である「SEKスタジオ」は、この朝鮮科学教育映画撮影所のイニシャル（Science,Educational,Korea）に由来するとされる。
朝鮮科学教育映画撮影所の活動は、1996年6月以降確認されなくなった。北朝鮮はこのとき、既存の『朝鮮科学教育映画撮影所』を分離して、科学部門は『朝鮮記録映画撮影所』と統合して『朝鮮記録科学映画撮影所』に改称し、児童教育映画部門は『朝鮮4·26児童映画撮影所』という名前で拡大改編したものとみられる。
北韓大学院大学校（북한대학원대학교）が制作したインターネット事典『20世紀北韓芸術文化事典（20세기 북한예술문화사전）』によれば、朝鮮4.26児童映画撮影所は、2013年に『朝鮮4.26漫画映画撮影所』へと改称された。これについては、北朝鮮当局がアニメーションの視聴対象を「児童」だけでなく成人にも広げる意図を示したものと解釈する声もある。。

## 朝鮮民主主義人民共和国のアニメーション作品
- かしこいタヌキ
- リスとハリネズミ
- 少年将軍[16]
- 岩に立ち矢[17]
- ナムイガ育てた柿かん[18]
- 高句麗王子と楽浪姫(호동왕자와락랑공주)
- キツネがかけた橋（여우가놓은다리）